# Mathias Peltzer
Mathias Peltzer oder Matthias Peltzer (* 1508 in Aachen; † um 1591 ebenda) war Bürgermeister der Reichsstadt Aachen, trat mehrfach als Gesandter in Erscheinung und galt als einer der Anführer der protestantischen Minderheit in Aachen. 

## Leben und Wirken
Der Sohn des Greven (Vorsitzenden) der Wollenambacht (Zunft der Wollhändler), Hermann Kremer, genannt Peltzer (1466–1537), und Neffe des Rektors der Universität Köln Matthias Aquensis wurde nach seiner Ausbildung und Übernahme der väterlichen Geschäfte selbst Mitglied und Greve in der Werkmeisterzunft, in der sich als Nachfolge der Wollenambacht die Tuch- und Wollhändler organisiert hatten. In dieser Eigenschaft wurde er gemäß dem ersten Aachener Gaffelbrief bald darauf auch in den Rat der Freien Reichsstadt Aachen gewählt. Darüber hinaus beschäftigte er sich als Erster der Familie Peltzer mit der Messingfabrikation die später durch seine Nachkommen im benachbarten Stolberg eine beachtenswerte Blüte erlangte. 
Nachdem Peltzer im Auftrag der Stadt bereits 1567 in einem Streit über Hoheitsrechte mit dem Herzog von Jülich verhandeln musste, war es im Jahre 1568 Dank ihm und dem diplomatischen Geschick seiner Delegation gelungen, den Fürsten Wilhelm I. von Oranien-Nassau, der zuvor Schloss Wittem eingenommen hatte, davon abzuhalten, die Stadt Aachen im Rahmen seines Kampfes gegen Herzog Alba zu überfallen, um hier deponierte spanische Bedarfsgüter zu konfiszieren. Mittels Zahlung von 20.000 Reichstalern an Wilhelm I. war es der Delegation gelungen, sowohl zu verhindern ihm die Güter auszuhändigen zu müssen und hiermit auch gleichzeitig den Herzog Alba, der zu diesem Zeitpunkt mit seinen Truppen bei Maastricht stand, nicht zu verprellen. Dieser Vertrag wurde am 30. September 1568 von Wilhelm von Oranien und dem amtierenden Aachener Bürgermeister Johann von Lontzen unterzeichnet und bewahrte Aachen davor, ein Schlachtfeld des Achtzigjährigen Kriegs zu werden.
Dieser Verhandlungserfolg führte 1570 und 1573 zu Peltzers Wahl zum Bürgermeister Aachens. In einer seiner ersten Amtshandlungen bot er der benachbarten Stadt Burtscheid vor dem Reichskammergericht in einen Vergleich an, bisherige bewaffnete Zwangsmaßnahmen seiner Vorgänger zur Eintreibung der kaiserlich angesetzten Türkensteuer, gegen die sich sowohl der Meier und der Vogt als auch die Äbtissin von Burtscheid aufgelehnt hatten, zu unterlassen und stattdessen ein gestaffeltes Ratensystem zu akzeptieren. 
Um das Jahr 1575 trat Peltzer dem Protestantismus bei und setzte sich alsbald mit an die Spitze der Bewegung. 1581 gehörte er zu den Protestanten, die sich im Rahmen der Aachener Religionsunruhen gewaltsam des Rathauses bemächtigten, um sich von dem diskriminierenden Verhalten des überwiegend streng katholischen Rates zu befreien. Dabei wurden diese Ratsmitglieder und andere katholische Amtsträger aus der Stadt Aachen vertrieben. Ein Jahr später gehörte Peltzer der Delegation zum Reichstag in Augsburg an, wo dieses Aachener Problem auf der Tagesordnung stand. Dies wurde jedoch zu Ungunsten für die Protestanten entschieden, die den vertriebenen katholischen Ratsherren und Bürgern wieder Einlass  gewähren sollten. Unter diesen Umständen und trotz des jetzt amtierenden toleranten Bürgermeisters Bonifacius Colyn lehnte Peltzer nach seiner Rückkehr jede weitere Mitarbeit im Rat ab und wurde ein Jahr später sogar noch zu Schadensersatzzahlungen verpflichtet. Einsam und fast vergessen verstarb Peltzer um das Jahr 1591, da dessen Kinder wie viele andere reformierte Handwerker- und Händlerfamilien wie beispielsweise Pastor, Schleicher, Hoesch, Lynen oder Prym, aus wirtschaftlichen und religiösen Gründen Aachen verließen.

## Familie
Matthias Peltzer war vor 1546 in erster Ehe verheiratet mit Gertrud von Valentzin, Tochter eines Goldschmiedes. Um das Jahr 1550 vermählte er sich in zweiter Ehe mit Katharina von Ginge, genannt Joist (ca. 1515–1576), Tochter des Kupfermeisters und Ratsherrn Peter von Gienge. Mit ihr hatte er drei Söhne und zwei Töchter. 
Sein ältester Sohn Matthis Peltzer (1555–1602) zog als Erster der Familie aus den Querelen der Religionsunruhen seine Konsequenz und wechselte um 1575 nach Stolberg, wo er als Kupfermeister die Ravensmühle, Hammermühle und Ellermühle erwarb und der Stammvater der erfolgreichen und weitverzweigten Kupfermeister-Familie wurde, die sich ab Ende des 18. Jahrhunderts vor allem als Tuchfabrikanten international etablierten. Der jüngste Sohn, Heinrich Peltzer (1556–1591), zog in das evangelisch freie Burtscheid und wurde Stammvater der Burtscheider Linie, die mehrere Generationen später wieder zum Katholizismus konvertierte und der der Aachener Syndikus Matthias Goswin Pelzer sowie die beiden Aachener Oberbürgermeister Arnold Edmund Pelzer und Ludwig Pelzer entstammen.